# Грацский университет имени Карла и Франца
Грацский университет имени Карла и Франца (нем. Karl-Franzens-Universität Graz) — второй по величине университет в Австрии, расположен в городе Грац.

## История
Грацский университет был основан в 1585 году эрцгерцогом Карлом II. Является вторым по времени основания университетом Австрии. Большую часть своего существования контролировался католической церковью и был закрыт в 1782 году императором Иосифом II, который пытался получить контроль над образовательными учреждениями. Иосиф II преобразовал его в лицей для подготовки прислуги и медицинского персонала. В 1827 году Франц II восстановил статус университета, что отражено в его полном названии. Через 20 лет после восстановления основные принципы функционирования университета были пересмотрены в соответствии с идеями, которые изложил Вильгельм Гумбольдт. Факультет католической теологии был сохранен, но стал всего лишь одним из шести факультетов.
Людвиг Больцман дважды был профессором в Грацском университете (1869—1873, 1876—1890), разрабатывая свою статистическую теорию. Нобелевский лауреат Отто Лёви преподавал в Грацском университете с 1909 по 1938 год. Нобелевский лауреат 1936 года Виктор Франц Гесс окончил Грацский университет и преподавал в нём (1920—1931, 1937—1938). Непродолжительное время в 1936 году ректором университета был Эрвин Шрёдингер.
Совместно с Грацским техническим университетом университет принимает участие в кооперационном проекте NAWI Грац, в рамках которого значительная часть факультета естествознания и соответствующие родственные подразделения Технического университета проводят совместные исследования и обучение.
Университет входит в ассоциацию университетов Европы Утрехтская сеть.

## Известные профессора
- Петер Пазмань — философ, оратор, примас Венгрии. Профессор философии (1597—1601) и теологии (1603—1607).
- Вильгельм Ламормен — видный деятель Контрреформации, исповедник и важнейший советник Императора Фердинанда II. Преподавал философию (1598—1604, профессор с 1600 года), теологию (1606—1612), Ректор Грацкого университета[нем.] (1613—1622).
- Людвиг Больцман — профессор математической физики (1869—1873), физики (1876—1890)
- Вальтер Нернст, лауреат Нобелевской премии по химии 1920 года — (1886)
- Франц Ксавер фон Глубек — агроном.
- Фриц Прегль, лауреат Нобелевской премии по химии 1923 года — (1913—1930)
- Юлиус Вагнер-Яурегг, лауреат Нобелевской премии по физиологии и медицине 1927 года — (1889—1893)
- Эрвин Шрёдингер, лауреат Нобелевской премии по физике 1933 года — профессор теоретической физики (1936—1938)
- Отто Лёви, лауреат Нобелевской премии по физиологии и медицине 1936 года — (1909—1938)
- Виктор Франц Гесс, лауреат Нобелевской премии по физике 1936 года — профессор физики (1920—1931, 1937—1938)
- Карл фон Фриш, лауреат Нобелевской премии по физиологии и медицине 1973 года — (1946—1950)
- Шмид, Генрих Феликс, профессор славянской филологии (1923—1938 и 1945—1948)
- Яриш, Адольф, профессор кафедры кожных и венерических болезней медицинского факультета, впервые описал реакцию у больного, названную реакция Яриша—Герксгеймера.
- Пебаль, Леопольд, профессор химии.
- Тесла, Никола, физик, инженер, изобретатель в области электротехники и радиотехники.
- Шумпетер, Йозеф, профессор политической экономии. Выдающийся экономист XX столетия
- Захер-Мазох, Леопольд фон, приват-доцент в области юриспруденции.
- Рихтер, Эдуард, ректор, профессор географии, историк, гляциолог
- Гернес, Рудольф, профессор геологии, палеонтолог.
- Зигель, Карл, профессор философии (1927—1937)
- Цвидинек фон Зюденгорст, Ганс, профессор истории

## Факультеты
- Факультет католической теологии
- Факультет искусств и гуманитарных наук
- Факультет правоведения
- Факультет естествознания
- Факультет общественных и экономических наук
- Факультет экологии, регионоведения и образования